# Edith Martineau
Pour les articles homonymes, voir Martineau.
Edith Martineau (19 juin 1842 - 19 février 1909)  est une aquarelliste britannique.

## Biographie

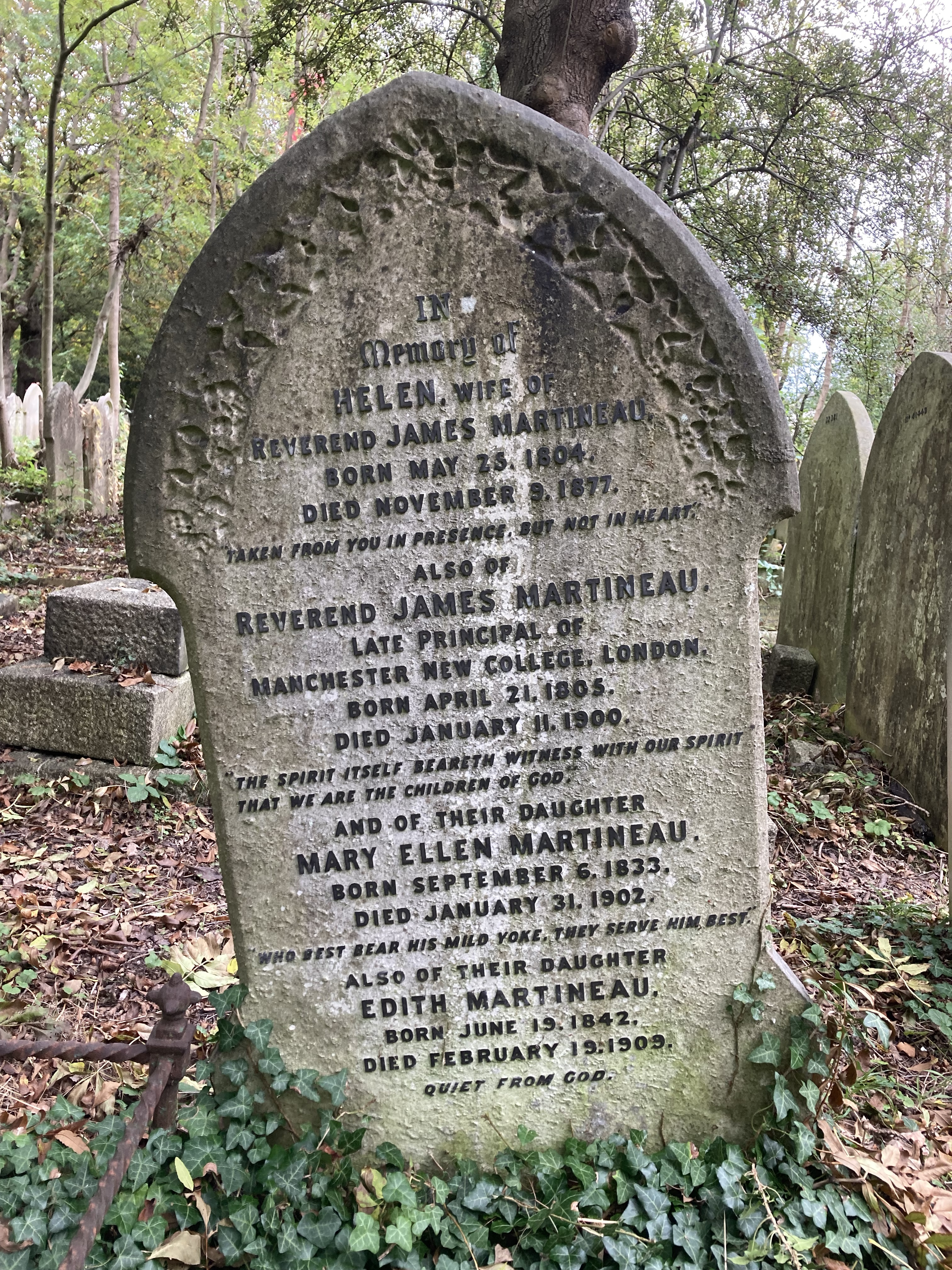
Tombe familiale des Martineau au cimetière de Highgate.

Edith Martineau est née à Liverpool, fille de James Martineau, un éminent ministre unitarien. Elle est d'abord formée à la Liverpool School of Art mais part avec sa famille à Londres, où elle commence à suivre des cours à la Leigh's School of Art. Elle soumet son travail à la Royal Society of British Artists en 1862. Elle reste fidèle à la peinture à l'aquarelle et est membre de diverses sociétés d'aquarellistes, et en 1888, Martineau est élue associée de la Royal Watercolour Society.
Martineau expose son travail au Palais des Beaux-Arts à l'Exposition universelle de 1893 à Chicago, Illinois.
Sa peinture de 1888 Potato Harvest est incluse dans le livre de 1905 Women Painters of the World.
Edith meurt à Hampstead, à l'âge de 66 ans, et est enterrée dans la tombe de la famille Martineau du côté est du cimetière de Highgate.

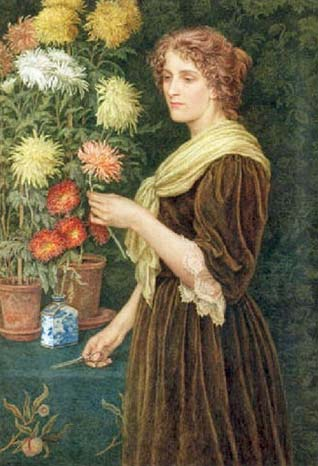
Edith Martineau - Kvinna med blommor.